# 山梨交通身延営業所
山梨交通身延営業所（やまなしこうつうみのぶえいぎょうしょ）は、山梨県南巨摩郡身延町に位置する山梨交通の営業所。

## 概要
元々は身延駅の北側に位置していたが、駅前商店街（しょうにん通り商店街）の整備事業により駅南側の現在地へ移転。同じ時期に山梨交通が事業再編を行い、身延営業所管轄の全ての路線が山交タクシーへ移管、2002年（平成14年）に山交タクシーが山交タウンコーチに名称変更した。
2018年10月1日に山梨交通株式会社が山交タウンコーチ株式会社を吸収合併した。
2017年4月1日より、身延駅から身延山久遠寺への路線のみとなり、この区間は1時間に1 - 2本の頻度で運行している。

## 管轄路線

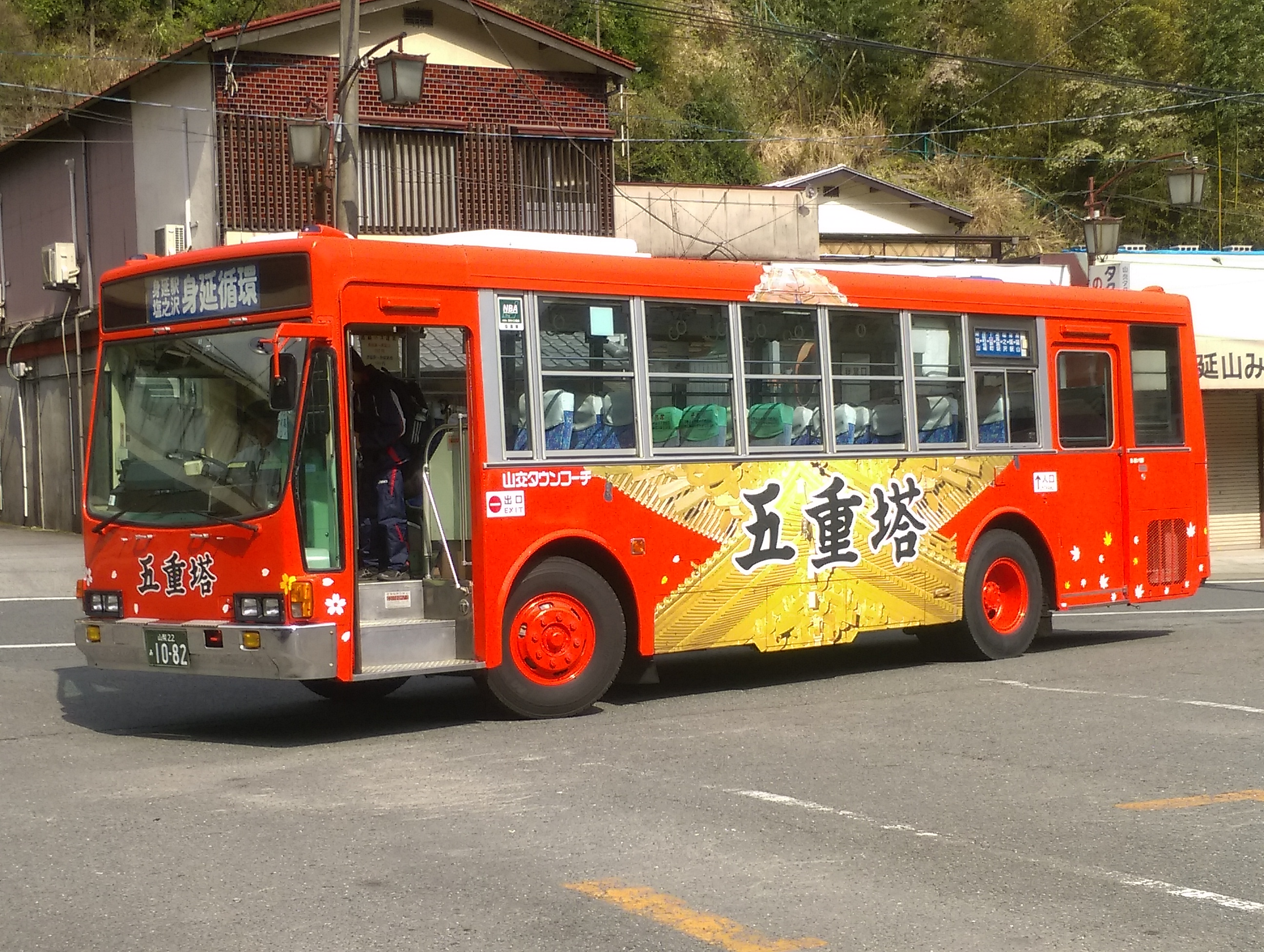
身延営業所の一般路線バス

### 路線バス
一般路線
PASMOなどの共通ICカードが使用可能である。
- 身延駅  - 身延町役場身延支所入口 - 身延高校 - 総門 - 身延山[注 1]

季節運行路線
PASMOなどの交通系ICカードは使用できない。また、冬季（11月中旬 - 5月）は運休。
- 奈良田 - 広河原[注 2]

## 廃止路線

### 路線バス
一般路線
- 身延駅 - 新早川橋 - 大島 - 新倉 - 西山温泉 - 奈良田

2011年12月31日限りで廃止。2012年1月1日から新設された早川町乗合バス（コミュニティバス）に転換した。
- 身延駅 - 新早川橋 - 七面山登山口 - 雨畑

2010年に廃止。乗合タクシー（予約制）に移管。
- 身延山 - 総門 - 身延高校 - 身延町役場身延支所前 - クラフトパーク入口 - 新早川橋 - 波高島駅 - 塩之沢駅前 - 身延駅 - 身延町役場身延支所入口 - 身延高校 - 総門 - 身延山[注 4][注 5]

2017年3月31日限りで廃止。2017年4月1日より身延町役場身延支所前－波高島駅間のみ身延町営バス身延鰍沢線に転換。
- 身延駅 - 身延町役場身延支所入口 - 身延高校 - 総門 - 大城口 - 中野[注 6]

2017年3月31日限りで廃止。代替はなし。
季節運行路線
- 身延駅 - 奈良田 - 広河原

## 高速バス
管轄路線はないが、本営業所を発着する路線がある。
中央高速バス身延線
京王バスと共同で南アルプス市を経由しバスタ新宿まで運行。京王バス便は当停留所で夜間停泊を行っているが、山梨交通便は敷島営業所まで回送される。
静岡甲府線
しずてつジャストラインと共同運行で甲府駅方面や静岡駅方面へ運行。2021年8月29日より本営業所を経由している。